# Insula Devon

Localizarea insulei Devon în Arhipelagul Arctic Canadian

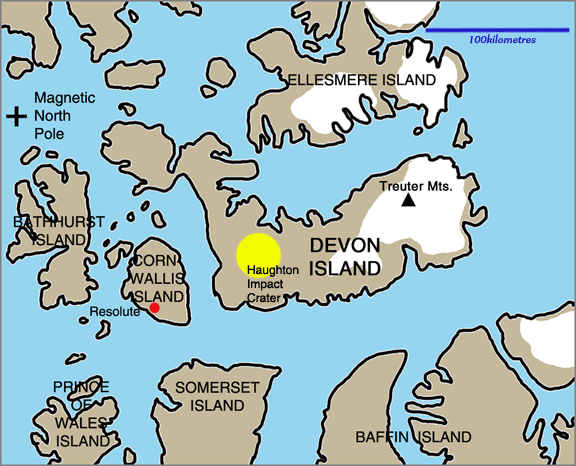
Insula Devon şi împrejurimile sale

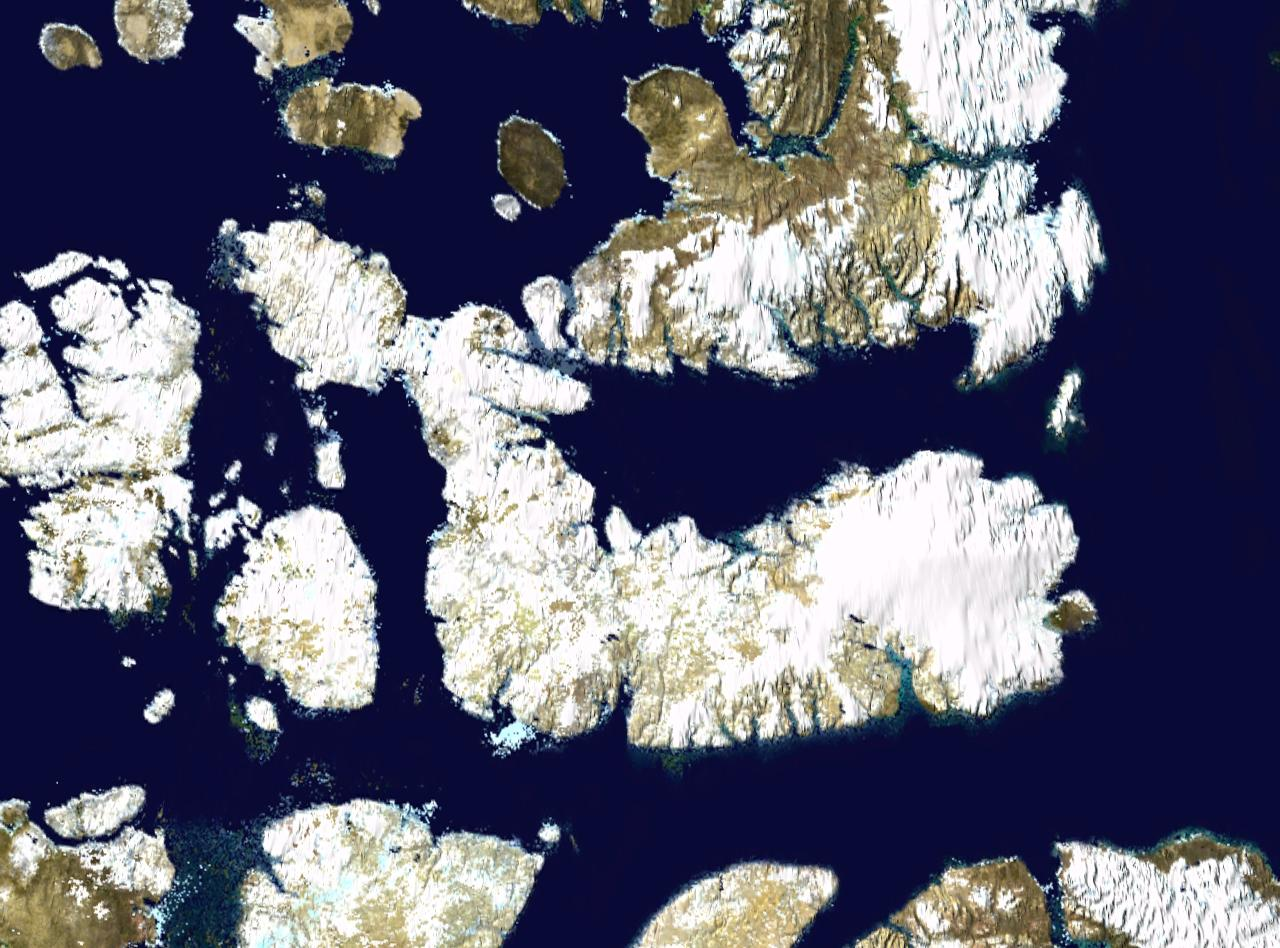
Imagine din satelit a insulei Devon şi zonelor învecinate

Insula Devon este o insulă din Arhipelagul Arctic Canadian ce aparține administrativ de teritoriul Nunavut al Canadei (regiunea Qikiqtaaluk). Cu o suprafață de 55247 km2 , este a doua ca mărime în grupul Insulelor Reginei Elisabeta, a șasea din Canada, a 27-a din lume, dar și cea mai mare insulă nelocuită permanent din lume.

## Geografie
La est, insula este mărginită de Golful Baffin, la nord este despărțită de insula Ellesmere prin strâmtoarea Jones, la sud strâmtoarea Lancaster o desparte din insulele Baffin și Somerset, iar la vest se află insulele Bathurst și Cornwallis
Insula Devon este alcătuită din gnaisuri precambriene în partea estică și din roci sedimentare și șisturi argiloase siluriene în partea vestică. 
Treimea estică a insulei este acoperită de o calotă glaciară cu grosimea de 500-700 m, cel mai înalt punct al calotei glaciare, la 1920 m, fiind și cel mai înalt punct al insulei. Restul suprafeței insulei este un platou cu altitudini de 300-500 m.
Pe insula Devon se află mai multe lanțuri muntoase precum Munții Treuter, Munții Haddington sau Munții Cunningham, care fac parte din Cordiliera Arctică.
Pe insulă se găsește de asemenea craterul Haughton, cu un diametru de cca. 20 km, format acum cca. 23 milioane de ani prin impactul unui meteorit cu diametrul de aproximativ 2 km .
Pământul, ce conține nivele relativ reduse de substanțe nutritive, este lipsit de zăpadă doar cca. 45-50 de zile în timpul verilor, chiar și atunci rămânând încă rece și umed. Zonele de coastă mai înalte sunt caracterizate prin temperaturi mai ridicate și soluri mai uscate decât restul insulei.
Temperatura medie pe insulă este de -16°C, vara depășind doar rareori 10 °C iar iarna putând coborî până la -50 °C. Climatul este de tip deșert polar, pe insulă căzând doar foarte puține precipitații.

### Craterul Houghton
În prezent, craterul Haughton este considerat ca fiind una din locațiile cele mai bune pentru simularea unor condiții de pe planeta Marte. 
Ca urmare, el a fost ales ca loc de desfășurare pentru proiecte științifice ale NASA sau ale altor organizații de cercetare, cum ar fi  Proiectul Haughton-Mars în cadrul căruia, începând din 1997, în zona craterului sunt efectuate anual o serie de experimente. Un alt proiect științific centrat în această zonă este Flashline MARS (Mars Arctic Research Station) al Mars Society, proiect care a început în 2001 și se află în prezent (2009) în cel de-al șaptelea sezon de studii .

## Faună și floră
Datorită latitudinii sale ridicate și a înălțimilor mari de pe insulă, pe insulă există doar mici turme de boi moscați, păsări și mamifere mici. Fauna este concentrată în Câmpia Truelove, care are un microclimat mai blând și are și o vegetație arctică relativ bogată. 
Pe insula Devon, ca și pe alte insule din această zonă, se întâlnesc însă colonii microbiologice specifice, numite hipoliți. .

## Istoric
Insula a fost descoperită în 1616 de către William Baffin. William Edward Parry a numit-o întâi insula Devon de Nord, după comitatul Devon din Anglia. .
În august 1924 pe insulă a fost înființată o așezare, Dundas Harbour, pentru a ajuta la împiedicarea activităților străine de vânătoare de balene. În 1933, acest avanpost a fost închiriat către Compania Golfului Hudson, iar în 1934, 53 familii de inuiți au fost relocate pe insulă. Condițiile climatice foarte grele au dus la abandonarea așezării în 1936. Dundas Harbour a fost repopulat din nou către sfârșitul anilor 1940, pentru a se putea supraveghea zona, dar în 1951 a fost abandonat din nou, astfel că acum acolo se mai găsesc doar ruine. .